# 北駒ヶ岳
北駒ヶ岳（きたこまがたけ）は、富山県魚津市と黒部市にまたがる飛騨山脈（北アルプス）立山連峰の北端に位置する標高1,914mの山である。

## 周辺の山
- 越中駒ヶ岳（標高2,002m）
- 僧ヶ岳（標高1,855m）